# Окучивание

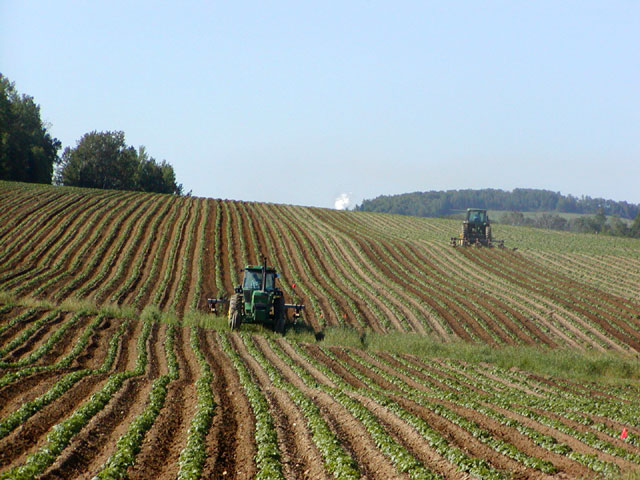
Окучивание увеличивает урожайность клубней картофеля

Окучивание — техника в сельском хозяйстве и садоводстве, заключающаяся в приваливании влажной мелкокомковатой почвы к нижним частям растений с одновременным её рыхлением. Окучивание является экологически чистой альтернативой использования гербицидов в сельском хозяйстве, которое предусматривает борьбу с сорняками во все периоды выращивания культурных растений.

## Способы окучивания
Существуют два способа выполнения окучивания:
- ручной — выполняется человеком при помощи мотыги или тяпки,
- механизированный — выполняется трактором или культиватором при помощи окучника.

## Эффективность применения окучивания в сельском хозяйстве
Эффективность применения окучивания зависит от большого количества факторов, таких как вид растения, особенность почвы, климатические условия и ряда других.

### Положительный эффект
Окучивание используется для

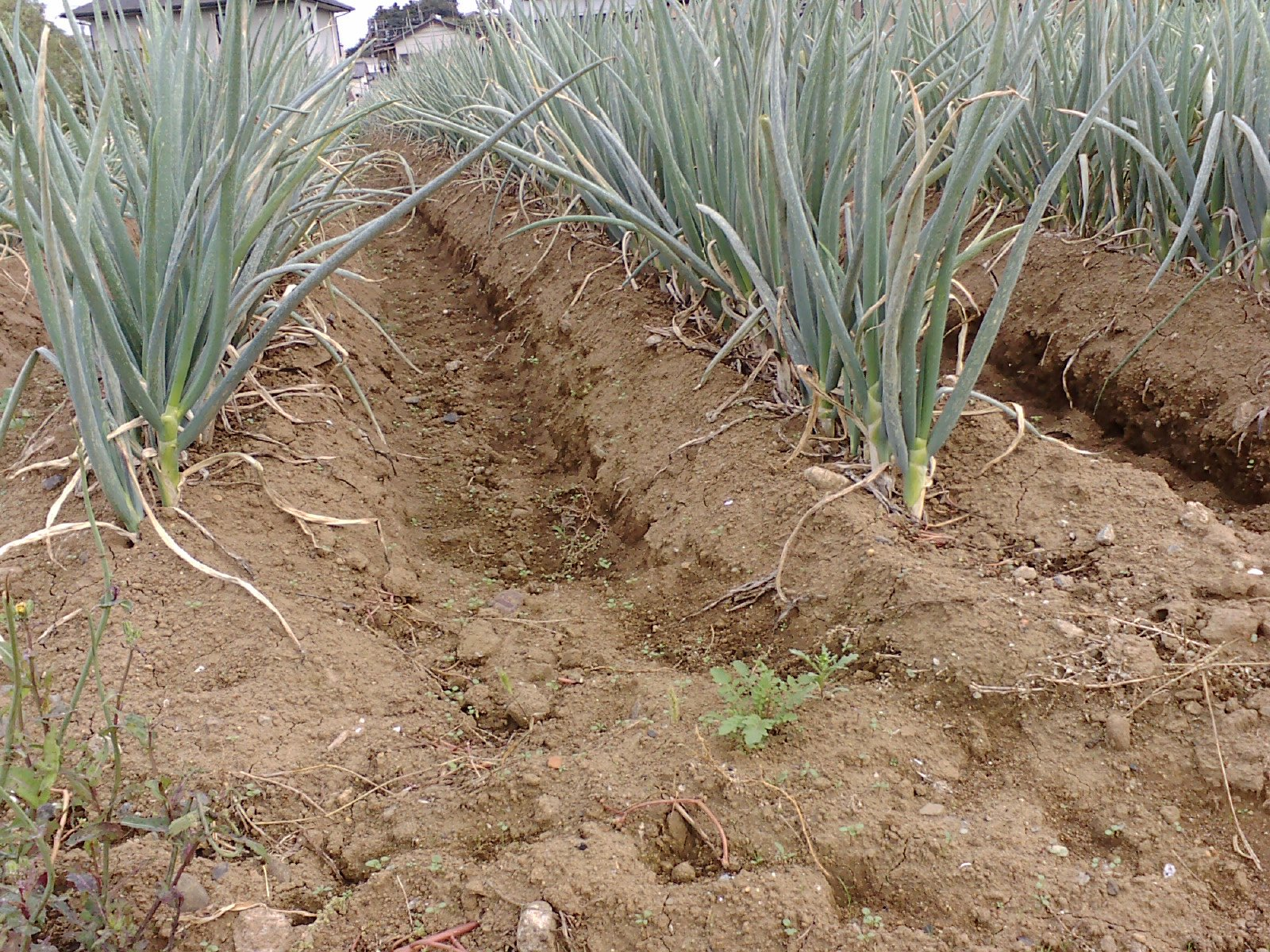
Окучивание стимулирует рост растений

- обеспечения защиты стебля растения от  различных атмосферных и климатических явлений (защита винограда от перемерзания, лучшая переносимость засушливого периода кукурузой),
- стимуляции развития дополнительных клубней (картофель),
- стимуляции роста растения (лук-порей),
- препятствия развития коры стеблей для сохранения их бледными, нежными, что влияет на их вкус (цикорий, спаржа),
- стабилизации стебля сельскохозяйственных культур,
- осуществления дренажа в целях предотвращения загнивания корневой системы растений,
- аэрации переувлажненной почвы в целях обеспечения доступа кислорода к корням растений,
- улучшения прогревания почвы лучами солнца,
- борьбы с насекомыми-вредителями: дынными мухами, капустными мухами, крыжовниковой стеклянницей и др.;
- борьбы с болезнями: чёрных ножек капусты и картофеля и др.;
- борьбы с сорными растениями, что дает экономию гербицидов.

### Отрицательный эффект
Окучивание приводит к
- иссушению участков почвы, из которых берется для приваливания рыхлая почва,
- ухудшению развития корневой системы растений при глубокой их посадке.
- ухудшению развития побегов при неправильной высоте приваливания земли.

## Пример использования техники

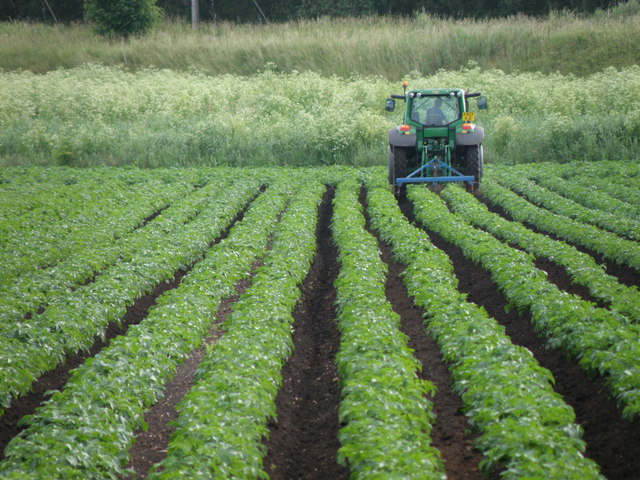
Механизированный способ окучивания картофеля

Рассмотрим пример окучивания картофеля. Клубни этой сельскохозяйственной культуры растут чуть ниже поверхности, и при воздействии солнечного света могут производить хлорофилл и соланин (зеленый картофель). Соланин является токсичным веществом в больших дозах, и, попав в организм человека, может приводить к тошноте, головным болям, а в редких случаях и к смерти. Для избежания этого необходимо производить окучивание один или несколько раз в течение вегетационного периода, присыпая стебель картофеля рыхлой почвой на несколько сантиметров. Благодаря этому клубни остаются съедобными и при этом увеличивается их количество.